# Santa Rosa de Viterbo (São Paulo)
Santa Rosa de Viterbo es un municipio brasileño del estado de São Paulo.

## Geografía
Se localiza a una latitud 21º28'22" Sur y a una longitud 47º21'47" Oeste. Su población estimada en 2004 era de 22 584 habitantes.
Posee un área de 289 669 km².

## Historia
En 1883 con la llegada del ferrocarril Mogiana a São Simão, la población comienza a morar a su alrededor. Uno de los primeros edificios que se construyeron en la época fue la capilla de Santa Rosa, que pronto recibió mercedes de tierras hechas por agricultores. Mientras tanto, Henrique Dumont compró tierras agrícolas para crear la hacienda Amalia. En 1896, la población en torno a la capilla empieza a crecer elevando esta población a Distrito de la Paz y al cabo de diez años es elevado a villa. La parroquia de Santa Rosa de Viterbo se creó en 1909 y en 1910 se desmiembra de São Simão y se convierte en el municipio de Ibiquara. La ciudad fue nombrada después de Ibiquara, Santa Rosa, Icaturama y finalmente Santa Rosa de Viterbo. En 1953, se creó la Comarca de Santa Rosa de Viterbo, pero solo se instala en 1956.

### Demografía
Datos del Censo - 2000
Población total: 23,.862
- Urbana: 22.747
- Rural: 1.115
- Hombres: 11.781
- Mujeres: 12.081

Densidad demográfica (hab./km²): 82,69
Mortalidad infantil hasta 1 año (por mil): 13,86
Expectativa de vida (años): 72,32
Tasa de fertilidad (hijos por mujer): 2,26
Tasa de alfabetización: 92,69%
Índice de Desarrollo Humano (IDH-M): 0,804
- IDH-M Salario: 0,724
- IDH-M Longevidad: 0,789
- IDH-M Educación: 0,899

(Fuente: IPEADATA)

### Hidrografía
- Río Cubatão
- Río Pardo

### Carreteras
- SP-253
- SP-332

## Administración
- Prefecto: José Tadeu Chiaperini (2009/2012)
- Viceprefecto: Vicente José Sério Cintra
- Presidente de la cámara: Heitor Aparecido Bertocco (2009/2010)